# Lluís XVII de França
Lluís XVII de França (Versalles, 1785 - París, 1795) fou el rei titular de França i de Navarra des de 1793 fins a 1795.

## Biografia
Nascut a Versalles el dia 27 de març de 1785, era fill del rei Lluís XVI de França i de la seva muller la reina Maria Antonieta; així doncs, Lluís era net per línia paterna del delfí Lluís de França i de la princesa Maria Josepa de Saxònia; mentre que per via materna ho era de l'emperador Francesc I i de l'emperadriu Maria Teresa I d'Àustria.
En el moment del seu naixement, li fou posat el nom de Lluís Carles i li van concedir el títol de duc de Normandia; el 1789, a la mort del seu germà gran Lluís Josep de França, esdevingué Delfí. Segons la constitució francesa aprovada el 1791, a Lluís Carles li corresponia el títol de Príncep Reial de França.
Tres dies després de la insurrecció del 10 d'agost de 1792, en què es produí l'assalt al Palau de les Teuleries, residència de la família reial d'ençà que el 5 d'octubre de 1789, se'ls havia obligat a deixar el Palau de Versalles i traslladar-se a París, Lluís XVI i la seva família foren empresonats a la Torre del Temple. L'11 de desembre de 1792, la Convenció Nacional inicià el procés contra Lluís XVI, el qual fou executat a la guillotina el 21 de gener de 1793.
D'ençà de la mort del seu pare, els monàrquics reconegueren Lluís Carles com a rei i li donaren el nom de Lluís XVII; una setmana després de l'execució de Lluís XVI, el comte de Provença, germà del rei guillotinat, es proclamà regent en nom del seu nebot; per altra banda, els reialistes alçats a la Vendée, així com els chouans cridaven "Visca Lluís XVII". A partir d'aleshores, va haver-hi intents d'alliberar a la família reial presonera al Temple, el més important d'aquests intents fou el dirigit pel Cavaller de Jarjayes, el baró de Batz i Lady Atkyns.
Durant la nit del 3 de juliol de 1793, entrà a la presó del Temple una comissió encarregada de separar Lluís XVII de la seva família. Quan els encarregats arribaren a la cel·la on estava reclosa la família reial; el nen es posà a cridar i s'agafà amb força als braços de la seva mare, la reina Maria Antonieta, que només va acceptar deixar-lo anar quan l'amenaçaren de matar la seva filla Maria Teresa. Els carcellers s'endugueren Lluís XVII mentre aquest plorava i cridava a la seva mare que el rescatés. A partir d'aleshores, Lluís XVII -o Louis Charles Capet tal com l'anomenaven les autoritats republicanes- va estar empresonat sol, un pis a sota de la seva germana Maria Teresa.
Com a part de la seva reeducació republicana, Lluís XVII fou enviat a treballar dins de la presó del Temple com a aprenent del sabater Antoine Simon, nomenat el seu guardià pel Comitè de Seguretat General. Un personatge vulgar com Simon sovint obligava el noi a beure alcohol, i l'ensenyava a maleir els seus pares i l'aristocràcia, a blasfemar i, a vegades, a dormir amb prostitutes; A. de Beauchesne relata cruels escenes de maltractament de Lluís XVII per Simon, però, malgrat tot, no hi ha testimonis malgrat que aleshores el podia veure molta gent. Al noi també l'obligaven a cantar la Marsellesa i a posar-se la gorra dels sansculottes. El 6 d'octubre de 1793, Pache, Chaumette, Hébert i d'altres visitaren Lluís XVII al Temple i aconseguiren que signés acusacions contra la seva mare d'haver abusat sexualment d'ell, les quals s'usaren com a prova en el procés de la Convenció contra Maria Antonieta. L'endemà, fou el darrer dia que Lluís XVII va veure la seva germana Maria Teresa. El 19 de gener de 1794, Simon i la seva família marxaren del Temple i, doncs, deixaren la custòdia de Lluís XVII, qui, aleshores, va ser declarat en bon estat de salut.
Cal tenir en compte, però, que gran part dels documents del Temple posteriors a la sortida dels Simon foren destruïts en temps de la Restauració, per tant no resulta pas possible tenir un coneixement exacte de què hi va passar. Segons han explicat historiadors del temps de la Restauració, dos dies després que haguessin marxat els Simon, Lluís XVII fou reclòs en una habitació fosca tapiada com si fos el cau d'una bèstia, i al noi li donaven el menjar a través dels barrots de la cel·la, un extrem de crueltat que no s'aplicà pas amb la seva germana. L'11 de maig, Robespierre va visitar Maria Teresa, però, segons s'acostuma a explicar, ningú no va entrar a la cel·la de Lluís XVII durant sis mesos fins que, després del 9 de termidor (27 de juliol de 1794), Paul de Barras visità la presó. Segons l'informe de Barras, el nen patia una greu situació d'abandó però no diu pas que la seva cel·la estigués tapiada; potser fou per por que Lluís XVII no va queixar-se a Barras del tractament que rebia; aleshores, la seva cel·la fou netejada, li van donar nova roba i durant el dia fou visitat pel seu nou cuidador Jean Jacques Christophe Laurent (1770-1807), qui, a partir del 8 de novembre, comptà amb l'ajuda d'un home dit Gomin. Aleshores, el noi el treien a passejar pel terrat de la Torre. Des de l'entrada de Gomin, l'estat del presoner era inspeccionat no pas per delegats de la Comuna de París sinó per representants del comitè civil de les quaranta-vuit seccions de París; el fet que els inspectors sempre fossin els mateixos podia dur lloc a actuacions fraudulentes si és que n'hi va haver. D'ençà d'octubre de 1794, el noi va mantenir-se obstinadament en silenci, cosa que Laurent explicà com una determinació presa arran de l'acusació que li havien fet firmar contra la seva mare, tot i que el noi havia parlat quan Barras l'havia visitat; així, el 19 de desembre de 1794, Lluís XVII fou visitat per tres comissionats del Comitè de Seguretat General: J. B. Harmand de la Meuse, J. B. C. Mathieu i J. Reverchon, davant dels quals no va pronunciar cap paraula. Després que Laurent deixés la seva feina, el 31 de març de 1795 Étienne Lasne fou nomenat guardià del noi.
El maig de 1795, Lluís XVII estava greument malalt i es va cridar el metge P. J. Desault, que ja l'havia visitat mesos abans. Desault va morir sobtadament -amb sospita d'haver estat enverinat- el dia 1 de juny, uns dies abans que hom cridés els metges Pelietan i Dumangin. El dia 8 de juny de 1795, s'anuncià la mort de Lluís XVII; l'endemà es va dur a terme l'autòpsia del cos d'un nen d'uns deu anys de qui "els comissionats van dir-nos que era el fill del difunt Louis Capet" que havia mort d'una infecció escrofulosa que patia des de feia temps. Fou enterrat el dia 10 al cementiri de Santa Margarida en una tomba sense nom. Ningú no va demanar mai a Maria Teresa que identifiqués el cos del seu germà.

## Rumors de fugida i supervivència
Immediatament després de l'anunci de la mort de Lluís XVII, va difondre's el rumor que, en realitat, el noi havia aconseguit fugir del Temple. Segons ho va afirmar Simien-Despréaux vers 1814, Lluís XVII era viu i entre els signants del tractat del 13 d'abril n'hi havia que en tenien proves. Segons Eckard, en el moment de la Restauració hi hagué qui plantejà seriosament la possibilitat d'entronitzar Lluís XVII. De fet, el 1795, la família reial no havia dut a terme cap de les habituals cerimònies fúnebres en memòria del rei difunt; de fet, la seva germana no duia cap vestit de dol quan arribà a Viena, on veié que això era el que s'esperava d'ella. Malgrat tot, però, el 1795, després de l'anunci de la mort de Lluís Carles al Temple, el comte de Provença s'havia proclamat rei de França -Lluís XVIII- cosa que no hauria pogut fer de cap manera si s'hagués cregut que Lluís XVII continuava viu.

## Pretendents
A partir de la Restauració de 1814, aparegueren centenars de persones que afirmaven ser Lluís XVII i explicaven complexes i truculentes històries sobre la seva fugida del Temple i posterior supervivència.

Entre els més destacats d'aquests pretendents hi ha Karl Wilhelm Naundorff, segons el qual Barras l'havia volgut salvar per tenir una manera de controlar el comte de Provença. No se sap gairebé res de la història personal de Naundorff abans de la seva arribada a Berlín el 1810 com a fugitiu de les persecucions que ell deia que patia; el 1812, va establir-se com a rellotger a Spandau i el 1818 va casar-se amb Johanna Einert. El 1822, va mudar-se a Brandenburg, i el 1828 a Crossen, a prop de Frankfurt. Va estar empresonat des de 1825 fins a 1828 per falsificació de moneda, tot i que sembla que sense proves. El 1833 va manifestar-se com a Lluís XVII a París, on aconseguí ser reconegut com a tal per gent vinculada a la cort de Lluís XVI. Expulsat de França el 1836, l'endemà d'haver iniciat un plet contra la duquessa d'Angulema reclamant-li la restitució de la propietat privada de "Lluís XVII", va viure a l'exili fins que va morir a Delft el 10 d'agost de 1845 i a la seva tomba hi fou inscrit: 
Lluís XVII, rei de França i de Navarra (Carles Lluís, duc de Normandia)
Les autoritats holandeses, que en el seu certificat de defunció hi havia escrit el nom de Carles Lluís de Borbó, duc de Normandia (Lluís XVII) permeteren al seu fill usar el cognom Borbó, i quan la família pledejà el 1850, 1851 i, de nou, el 1874 la restitució dels seus drets civils com a hereus de Lluís XVI, el prestigiós advocat Jules Favre els va defensar. Encara avui dia hi ha partidaris de reconèixer els descendents de Naundorff com a pretendents al tron de França. Naturalment, sobta que, estant com estava del tot convençut de ser Lluís XVII, no presentés cap reclamació el 1814.
Un altre pretendent a ser Lluís XVII fou el comte de Richemont, el qual va estar empresonat a Milà durant set anys i que formulà les seves pretensions a París el 1828. El 1833, fou de nou empresonat i condemnat a dotze anys de presó; tanmateix, va aconseguir fugir al cap d'uns mesos i sortí de França on tornà el 1840. Va morir a Gleize el 10 d'agost de 1853; a la seva tomba s'hi va inscriure el nom de Lluís Carles de França, però el govern ordenà esborrar aquesta inscripció.
La qüestió dels pretesos "Lluís XVII" va tenir tant de ressò que un dels personatges de la novel·la de Mark Twain Les aventures de Huckleberry Finn és "el Rei", un estafador trinxeraire que afirma ser Lluís XVII.

## La prova d'ADN
Seguint la tradició de conservar els cors reials, Philippe-Jean Pelletan, el metge que practicà l'autòpsia del cadàver identificat al Temple el 1795 com a corresponent a Lluís XVII, n'extragué el cor i el conservà. Durant la Restauració, intentà restituir-lo a Lluís XVIII i a Carles X, els quals, però, no l'acceptaren en no estar segurs que realment correspongués al seu difunt nebot. Segons sembla, aquest cor fou robat a Pelletan per un dels seus alumnes, el qual confessà el robatori a la seva muller en el seu llit de mort; ell li havia demanat que el tornés a Pelletan, però ella l'envià a l'arquebisbat de París on va estar-se fins a la Revolució de 1830. Durant un temps, aquest cor va estar custodiat a Espanya. Vers 1975, es conservava en una urna de vidre a la cripta reial de la Basílica de Sant Denís, on estaven enterrats Lluís XVI, Maria Antonieta i d'altres membres de la reialesa de França.
Durant els anys noranta del segle xx, Philippe Delorme, una autoritat en la matèria, va organitzar la prova de l'ADN del cor. Ernst Brinkmann de la Universitat de Münster (Alemanya) i Jean-Jacques Cassiman de la Universitat Catòlica de Lovaina (Bèlgica) va dur a terme dos exàmens independents. L'any 2000, la comparació de l'ADN amb el dels cabells de Maria Antonieta van confirmar que el cor corresponia a algú estretament relacionat amb ella, i fou enterrat a la Basílica el 8 de juny del 2004, en una cerimònia presidida pel pretendent legitimista al tron francès Lluís Alfons de Borbó i la seva àvia Emmanuela Dampierre, duquessa de Segòvia.
Cal tenir en compte, però, que la prova es va fer sobre l'ADN mitocondrial, que cada persona hereta únicament de la seva mare, amb la qual cosa es pot traçar una línia genètica materna. Així doncs, la prova no demostrà pas que el cor en qüestió correspongués a una persona en concret; per tant, el cor també hauria pogut correspondre a Lluís Josep, el germà gran de Lluís XVII mort el 1789. Tanmateix, el cor de Lluís Josep hauria estat extret i embalsamat tal com s'acostumava a fer amb els prínceps de França, mentre que el cor de l'experiment no estava embalsamat sinó, només, conservat en alcohol, la qual cosa sembla confirmar el relat de Pelletan, qui afirmava haver ficat el cor dins d'una gerra d'alcohol després d'haver-lo extret.